# 戈兰·波拉克
戈兰·波拉克（希伯來語：‎，1991年9月10日—），以色列男子柔道运动员，2009年马加比厄运动会男子66公斤级金牌得主、2015年世界柔道锦标赛男子66公斤级铜牌得主。